# 여행스케치
여행스케치는 1989년 명지대학교에서 열린 제2회 백마가요제를 계기로 결성된 그룹이다. 비정기적이지만 꾸준히 활동을 하는 대한민국의 대표 포크 음악 그룹이다.

## 개요
여행스케치는 1989년 제2회 명지대학교 백마가요제를 계기로 만들어진 그룹이다. 여러 악기의 합주가 아닌, 친숙한 통기타와 풀벌레, 계곡의 물소리, 빗소리 등 자연의 효과음이 담겨 화제가 된 여행스케치 1집 앨범의 타이틀 곡으로 별이 진다네를 발표한 후, 대학가와 젊은층 그리고, 방송가에도 신선한 메시지를 던지며 등장한 그들은 '남녀 혼성 포크팀'으로 다양하면서도 소박한 색깔의 가사와 멜로디를 노래했다. 팀의 리더로 작사, 작곡, 편곡, 연주와 보컬을 맡은 '조병석'과 대표적 보컬 '남준봉'을 중심으로 멤버들이 뭉쳐, 크고 작은 라이브 무대를 통해 느리지만 꾸준하게 성장했고, 사랑받기 시작했다.
2002년 9집까지 정규 앨범을 발표하고, 예술의 전당 야외 무대 공연을 녹음한 그들의 첫 라이브 앨범 '소풍'을 통해 2002년 중반까지 꾸준한 앨범을 발표했는데, 2003년 'The Best of The Best'라는 두 장짜리 CD 베스트 음반을 다른 동료 가수들(서영은, 박학기, 한동준, 더더, 권진원, 신화의 김동완 등)과 함께 피처링을 통해 내면서 멤버의 구성 컨셉을 (듀엣 + a) 형태로 변화를 주었다.
'09~10년 다이어리+미니 앨범'을 발표했는데, 타이틀 곡인 '별이 뜬다네'는 '별이 진다네'를 재미있고 색다르게 각색한 패러디 버전이며, 배우 '김정은'의 예쁜 피쳐링으로 노래에 맑고 밝게 생동감을 주었으며, 여행스케치 두 멤버의 풋풋한 랩으로 세간에 더욱 화제가 되었다.
지금까지 정규 9집, 비정규 및 기획앨범 5장을 포함해 총 14장의 앨범을 낸, 그들의 히트작으로는 서정적 감성의 대명사가 되어버린 '별이 진다네', '박효신'과 '신성우'가 멋지게 리메이크 한 3집의 '옛 친구에게', 세미 레게스타일의 4집 타이틀 곡 '산다는 건 다 그런게 아니겠니?', '남준봉'의 솔로 앨범인 5집의 '눈을 감으면', 7집의 '향수', 8집의 '왠지 느낌이 좋아', 9집의 '달팽이와 해바라기', '기분 좋은 상상'... 등이 있다. 지난 20년이 넘도록 TV를 통한 방송 활동보다는 라디오와 대학가, 소극장의 라이브를 중심으로 주로 활동하였으며, 90년대엔 고 김광석과 함께 대학로 소극장 문화의 쌍두 마차였다.
2000년대엔 '동물원', '자전거 탄 풍경(나무 자전거)', '유리상자'등과 함께 많은 공연과 방송무대를 가지며 활동하였고, 현재는 영역을 더 확대해서 '심신', '마로니에'와 함께 방송과 이벤트성 무대를 많이 갖고 있다. 아직 방송 활동보다는 지역이나 기업축제 무대를 중심으로 활동하고 있지만, 조만간 정규 10집 앨범을 발표하기 위해 열심히 준비중이며, 최근 2014년 12월 18일 25주년 맞이 싱글앨범 "집밥"을 완성하여, 대중에 선보였다.
2020년 1월 17일 슈가맨 3에 출연하였다. 2020년 4월 11일 슈가맨에 출연하였던 멤버들과 함께 30주년 기념 콘서트를 진행한다. 하나티켓에서 예매가 진행된다. 보관됨 2020-03-03 - 웨이백 머신

## 구성원
- 여행 스케치 1집 구성원(1989년)
  - 조병석(리더, 작사, 작곡, 편곡, 보컬, 어쿠스틱 기타)
  - 김현아(보컬, 건반)
  - 김형섭(보컬)
  - 남준봉(보컬, 어쿠스틱 기타)
  - 박선주(보컬, 건반)
  - 성윤용(보컬)
  - 이창희(보컬)
  - 유정석(보컬)
  - 최철웅(보컬)
  - 이희숙(보컬)
  - 장윤영(보컬)

- 여행 스케치 2집 구성원(1991년)
  - 조병석(리더, 작사, 작곡, 편곡, 보컬, 어쿠스틱 기타)
  - 김현아(보컬, 건반)
  - 남준봉(보컬, 어쿠스틱 기타)
  - 박선주(보컬, 건반)
  - 성윤용(보컬, 일렉기타)
  - 현정호(보컬, 어쿠스틱 기타)
  - 권수연(보컬)
  - 김은영(보컬)

- 여행 스케치 3집 구성원(1992년)
  - 조병석(리더, 작사, 작곡, 편곡, 보컬, 어쿠스틱 기타, 베이스 기타)
  - 김수현(보컬, 건반)
  - 남준봉(보컬, 어쿠스틱 기타)
  - 문형석(보컬)
  - 성윤용(보컬, 일렉기타)
  - 윤사라(보컬)
  - 이선아(보컬, 건반)
  - 이수희(보컬)

- 여행 스케치 4집 구성원(1994년)
  - 조병석(리더, 작사, 작곡, 편곡, 보컬, 어쿠스틱 기타, 베이스 기타)
  - 김수현(보컬, 건반)
  - 남준봉(보컬, 어쿠스틱 기타)
  - 성윤용(보컬)
  - 윤사라(보컬)
  - 이선아(보컬, 건반)
  - 현정호(보컬, 어쿠스틱 기타)

- 여행 스케치 5집 구성원(1996년)
  - 조병석(리더, 작사, 작곡, 편곡, 보컬, 어쿠스틱 기타, 베이스 기타)
  - 남준봉(보컬, 어쿠스틱 기타)
  - 김수현(보컬, 건반)
  - 성윤용(보컬)
  - 윤사라(보컬)
  - 이선아(보컬, 건반)
  - 현정호(보컬, 어쿠스틱 기타)

- 여행 스케치 6집 구성원(1997년)
  - 조병석(리더, 작사, 작곡, 편곡, 보컬, 어쿠스틱 기타, 베이스 기타)
  - 남준봉(보컬, 어쿠스틱 기타)
  - 김수현(보컬, 건반)
  - 윤사라(보컬)
  - 이선아(보컬, 건반)
  - 현정호(보컬, 어쿠스틱 기타)

- 여행 스케치 7집 구성원(1999년)
  - 조병석(리더, 작사, 작곡, 편곡, 보컬, 어쿠스틱, 베이스 기타)
  - 남준봉(보컬, 작곡, 어쿠스틱 기타)
  - 이선아(보컬, 건반)
  - 이수정(보컬)
  - 임진웅(객원보컬)

- 여행 스케치 8집 구성원(2000년)
  - 조병석(리더, 작사, 작곡, 편곡, 보컬, 어쿠스틱 기타, 베이스 기타)
  - 남준봉(보컬, 작곡, 어쿠스틱 기타)
  - 이선아(보컬, 건반)
  - 이수정(보컬)
  - 현정호(보컬, 어쿠스틱 기타)

- 여행 스케치 9집 구성원(2002년)
  - 조병석(리더, 작사, 작곡, 편곡, 보컬, 어쿠스틱 기타, 베이스 기타)
  - 남준봉(보컬, 작곡, 어쿠스틱 기타)
  - 이선아(보컬, 건반)
  - 이수정(보컬)
  - 현정호(보컬, 어쿠스틱 기타)

- 여행 스케치 현재 구성원(2003년 이후)
  - 조병석(리더, 작사, 작곡, 편곡, 보컬, 어쿠스틱 기타, 베이스 기타)
  - 남준봉(보컬, 작곡, 어쿠스틱 기타)

## 음반

### 정규 앨범
1. 《1집 별이 진다네》 1989년 11월 1일
2. 《2집 이 세상속에서》 1991년 2월
3. 《3집 세가지 소원-옛 친구에게》 1992년 11월
4. 《4집 다 큰 애들 이야기-산다는 건 다 그런 게 아니겠니?》 1994년 9월 18일
5. 《5집 남준봉 솔로-눈을 감으면》 1996년 7월 18일
6. 《6집 처음 타본 타임머신 BEST-진실에 관하여 》 1997년 7월
7. 《7집 향수-향수》 1998년 9월
8. 《8집 Love Story-왠지 느낌이 좋아》 2000년 9월 14일
9. 《9집 달팽이와 해바라기.기분 좋은 상상》 2002년 8월 23일

### 동요집
1. 《오래된이야기》 1994년 5월

### 라이브 앨범
1. 《소풍》 2001년 4월 27일

### 컴필레이션 앨범
1. 《여행스케치 Best》 1996년 5월
2. 《The Best Of The Best 여행스케치 1989 ~ 2003》 2003년 8월 13일

### 싱글
1. 〈My Friend〉 2005년 6월 29일
2. 〈별이 뜬다네〉 2008년 11월 21일
3. 〈집밥〉 2014년 12월 18일

### 방송
- 2009년 SBS     《김정은의 초콜릿》
- 2018년 MBC 《미스터리 음악쇼 복면가왕》 내 뒤에 청와대 있다 경복궁 <참가자>
- 2020년 JTBC 《투유 프로젝트 - 슈가맨3》